# Néstor Novell i Sanxo
Néstor Novell i Sanxo (Gandia, 1953) és un economista, escriptor i professor valencià.
Catedràtic d'ensenyament, Novell ha ensenyat comerç internacional a l'Institut Tirant lo Blanc de Gandia des d'on impulsà diversos projectes europeus d’innovació educativa. També ha estat el primer director del Centre d'Estudis i Investigacions Comarcals Alfons el Vell (1984-1992) el qual va convertir en un centre d'investigació de referència en l'àmbit lingüístic del català.
Néstor Novell va treballar a l'Ajuntament de Gandia en els departaments d’Urbanisme i de Promoció Econòmica i Innovació, on va co-dissenyar projectes com el Pla d’Habitatge, el Pla de Turisme Cultural basat en personatges històrics de la ciutat i la comarca (Ausiàs March, Martorell o els Borja) i el Centre Internacional de Gandia de la Universitat de València (CIG-UV).
En l'àmbit cívic, Novell va impulsar el moviment cívic Nacionalistes de la Safor (1991-1994) juntament amb altres personalitats com l'escriptor Josep Piera i que pretenia tindre influenciar políticament als diversos ajuntaments de la comarca de la Safor. També va dirigir juntament amb Josep Sorribes la trobada anual de debat al voltant d'assumptes d'actualitat Les Converses de Maig, entre 2017 i 2019.
El 2017 va publicar juntament amb Sorribes l'assaig Nou viatge pel País Valencià, que dissecciona des de l'economia, la sociologia i l'urbanisme la societat valenciana post-crisi de finals dels 2000 i principis dels 2010. Novell i Sorribes pronostiquen que per tal de superar la situació i albirar un futur econòmic més sostenible cal diversificar el model més enllà dels sectors de la construcció i el turisme.
El 1992 va rebre el Premi d'Actuació Cívica de la Fundació Lluís Carulla.